# Dasyrhamphis anthracinus
Dasyrhamphis anthracinus är en tvåvingeart som först beskrevs av Johann Wilhelm Meigen 1820.  Dasyrhamphis anthracinus ingår i släktet Dasyrhamphis och familjen bromsar. Inga underarter finns listade i Catalogue of Life.